# Đã bảo là cho tôi năng lực trung bình thôi mà!
Đã bảo là cho tôi năng lực trung bình thôi mà! (Nhật: 私、能力は平均値でって言ったよね! Hepburn: Watashi, Nōryoku wa Heikinchi de tte Itta yo ne!, "Đã bảo là kiếp sau hãy để năng lực tôi ở mức trung bình thôi cơ mà!") là một bộ light novel Nhật Bản được viết bởi FUNA và được minh họa bởi Itsuki Akata. Một bản chuyển thể manga của Neko Mint đã bắt đầu được xuất bản vào năm 2016. Cả light novel và manga đều đã được Seven Sea Entertainment cấp phép ở Bắc Mỹ. Một bản chuyển thể anime đã được công bố.

## Nhân vật

### Nhóm The Crimson Vow (Lời thề Crimson)
Mile (マイル Mairu) / Adele von Ascham (アデル・フォン・アスカム Aderu fon Asukamu)
Lồng tiếng bởi: Hikaru Koide (CM)
Mile là nhân vật chính của tác phẩm này. Cô có dải ruy băng màu hồng trên mái tóc dài màu bạc. Kiếp trước của cô là một cô gái Nhật Bản tên Misato Kurihara (原Kurihara Misato), và cô tái sinh thành một cô gái Adele von Ascham trong nhà của Tử tước Ascham. Mặc dù cô đã bị lãng quên về kiếp trước trong vài năm kể từ khi sinh ra, nhưng một ngày khi cô 10 tuổi, cô nhớ tất cả mọi thứ cùng với một cơn đau đầu dữ dội. Cô ấy đã được The Creator kể về Nanadderines và cô ấy nhận thấy rằng cô ấy có thể nói chuyện với Nanadderines. Vào thời điểm đó, sản lượng sóng suy nghĩ của Adele bằng khoảng một nửa số loài rồng già (mạnh hơn khoảng 6800 lần so với người bình thường) và mức độ thẩm quyền sử dụng Nanadderines là 5 (sinh vật bình thường về cơ bản là cấp 1). Cô vào Học viện Eckland (ク ラEkurando Gakuen) với ý tưởng sống như một cô gái bình thường, nhưng cô đã không thể che giấu khả năng của mình. Trong khi đi đến trường một lúc, cô định bỏ trốn. Sau khi rời quê nhà, cô đặt tên cho mình là Mile ở một thành phố địa phương và cô đã đăng ký làm thợ săn. Sau đó, cô vào Trường Dự bị Thợ săn theo lời giới thiệu của nhân viên thợ săn và cô đã gặp các thành viên của thành viên hiện tại trong nhóm của mình là The Crimson Vow (き 誓Akaki Chikai) ở đó.
Reina (レーナ Rēna)
Lồng tiếng bởi: Yuki Nakashima (CM)
Còn được gọi là "The Crimson Reina." Một pháp sư chuyên về phép thuật lửa. Cô được sinh ra từ một thương gia du lịch, và trở thành một thợ săn từ khi còn nhỏ, mang đến cho cô kiến thức và kinh nghiệm thực tế nhất trong các Lời thề Crimson. Cô có một câu thần chú lửa đặc trưng gọi là "Crimson Hellfire." Mặc dù mới mười lăm tuổi khi bắt đầu bộ truyện, cô được cho là bằng tuổi với Mile, thành viên trẻ nhất trong nhóm của họ, do chiều cao và ngoại hình của cô.
Mavis von Austien (メーヴィス・フォン・オースティン Mēvisu fon Ōsutin)
Người lãnh đạo của Lời thề Crimson. Một nữ kiếm sĩ sinh ra cao quý. Sau khi chạy trốn khỏi nhà với hy vọng trở thành một hiệp sĩ, cô đã gặp các thành viên khác của Crimson Vow tại Trường Dự bị Thợ săn và giúp thành lập nhóm. Cô ấy cao với vẻ ngoài dị thường, và nổi tiếng với những cô gái khác.
Pauline (ポーリン Pōrin)
Một pháp sư chuyên chữa bệnh và phép thuật nước. Cô là con gái của một thương gia, và là kế toán viên thường trú của Crimson Vow. Mặc dù có phong cách khốn khổ, cô ấy thường có vẻ ngoài dịu dàng và phong thái, nhưng được biết là thể hiện sự giận dữ khi bị khiêu khích.

### Học viện Eckland
Marcela (マルセラ Marusera)
Con gái thứ ba của một nam tước và một người bạn của Adele.
Monika (モニカ Monika)
Con gái của một thương gia và một người bạn của Adele.
Aureana (オリアーナ Oriāna)
Một thường dân tham dự Học viện Eckland về học bổng và một người bạn của Adele.

### Khác
Misato Kurihara (栗原 海里 Kurihara Misato)
Hóa thân trước đây của Mile. Một thần đồng từ khi sinh ra ở gần như mọi lĩnh vực, Misato đã sống một cuộc đời với những kỳ vọng nặng nề từ gia đình, bị cô lập với xã hội. Sau lễ tốt nghiệp cấp ba, cô bước vào để giải cứu một cô gái trẻ bị ngã xe đạp xuống đường, và Misato bị một chiếc xe lớn đâm chết. Cô ấy sống lại trong một không gian ngoài thời gian và được chào đón bởi một nhân vật có thần được gọi là The Creator. Để cảm ơn Misato vì đã cứu cô gái trẻ, người nằm dưới sự bảo vệ trực tiếp của Tạo hóa, Tạo hóa đề nghị mang đến cho Misato một cuộc sống mới trong một thế giới khác, với bất kỳ khả năng nào cô chọn. Không muốn lặp lại cuộc sống mà cô ấy đã dẫn dắt và hy vọng tìm kiếm một hạnh phúc bình thường, Misato yêu cầu Đấng Tạo Hóa ban cho những khả năng "trung bình" của cô ấy trong kiếp sau.
Cô ấy thích anime, manga và trò chơi video.
Keiko Kuriha (栗原 経緯子 Kurihara Keiko)
Em gái của Misato.
The Creator (創造主 Sōzōnushi)
Một chàng trai trẻ Misato đã gặp sau cái chết của cô, người tuyên bố có vai trò tương tự như "Chúa". Như một lời cảm ơn đến Misato vì sự dũng cảm của cô, anh cho cô tái sinh vào một thế giới giả tưởng.

## Phương tiện truyền thông

### Web novel
FUNA viết truyện trên tiểu thuyết web trên trang web xuất bản tiểu thuyết do người dùng tạo ra Shōsetsuka ni Narō vào ngày 14 tháng 1 năm 2016. Tính đến  ngày 11 tháng 5 năm 2018, 289 chương của tiểu thuyết web đã được xuất bản.

### Light novel
Bộ truyện đã được mua lại để xuất bản bởi Taibundo và Earth Star Entertainment, người đã xuất bản cuốn tiểu thuyết đầu tiên, với hình minh họa của Itsuki Akata, vào tháng 5 năm 2016 dưới ấn hiệu Earth Star Novel của họ. Seven Seas Entertainment đã công bố giấy phép của họ cho loạt truyện ở Bắc Mỹ vào ngày 11 tháng 9 năm 2017. Sky Light Novel phát hành bộ truyện ở thị trường Việt Nam.
| #  | Phát hành tiếng Nhật | Phát hành tiếng Nhật | Phát hành tiếng Việt | Phát hành tiếng Việt |
| #  | Ngày phát hành       | ISBN                 | Ngày phát hành       | ISBN                 |
| -- | -------------------- | -------------------- | -------------------- | -------------------- |
| 1  | 14 tháng 5 năm 2016  | 978-4-80-300922-4    | —                    | 978-604-390-823-7    |
| 2  | 15 tháng 8 năm 2016  | 978-4-80-300949-1    | —                    | 978-604-472-233-7    |
| 3  | 15 tháng 11 năm 2016 | 978-4-80-300966-8    | —                    | 978-604-472-343-3    |
| 4  | 15 tháng 3 năm 2017  | 978-4-80-301025-1    |                      |                      |
| 5  | 15 tháng 6 năm 2017  | 978-4-80-301065-7    |                      |                      |
| 6  | 17 tháng 10 năm 2017 | 978-4-80-301121-0    |                      |                      |
| 7  | 15 tháng 3 năm 2018  | 978-4-80-301160-9    |                      |                      |
| 8  | 14 tháng 7 năm 2018  | 978-4-80-301210-1    |                      |                      |
| 9  | 15 tháng 11 năm 2018 | 978-4-80-301252-1    |                      |                      |
| 10 | 15 tháng 3 năm 2019  | 978-4-80-301281-1    |                      |                      |
| 11 | 16 tháng 7 năm 2019  | 978-4-80-301314-6    |                      |                      |
| 12 | 12 tháng 10 năm 2019 | 978-4-80-301349-8    |                      |                      |
| 13 | 14 tháng 3 năm 2020  | 978-4-80-301400-6    |                      |                      |
| 14 | 7 tháng 1 năm 2021   | 978-4-7575-7024-5    |                      |                      |
| 15 | 7 tháng 6 năm 2021   | 978-4-7575-7309-3    |                      |                      |
| 16 | 7 tháng 12 năm 2021  | 978-4-7575-7619-3    |                      |                      |
| 17 | 7 tháng 7 năm 2022   | 978-4-7575-8021-3    |                      |                      |
| 18 | 7 tháng 3 năm 2023   | 978-4-7575-8457-0    |                      |                      |

### Manga
Một tác phẩm chuyển thể từ truyện tranh của Neko Mint đã bắt đầu xuất bản trực tuyến trên trang web Comic Earth Star của Earth Star Entertainment vào ngày 5 tháng 8 năm 2016.
| # | Ngày phát hành tiếng Nhật | ISBN tiếng Nhật   |
| - | ------------------------- | ----------------- |
| 1 | 15 tháng 3 năm 2017       | 978-4-80-301009-1 |
| 2 | 17 tháng 10 năm 2017      | 978-4-80-301117-3 |
| 3 | 12 tháng 6 năm 2018       | 978-4-80-301200-2 |
| 4 | 12 tháng 10 năm 2019      | 978-4-80-301343-6 |

### Anime
Một bản chuyển thể anime đã được công bố qua Twitter vào ngày 26 tháng 2 năm 2018.